# 荼𧃲子仿拟小钩丝壳
荼𧃲子仿拟小钩丝壳（学名：Uncinuliella simulans var. rosae-rubi）是属于白粉菌目白粉菌科小钩丝壳属的一种真菌，寄生在荼𧃲（Rosa rubus）上。该种分布于中国。